# الوبح (الضالع)

تعديل مصدري - تعديل

الوبح هي إحدى قرى الجمهورية اليمنية. تتبع جغرافيا لمحافظة الضالع و إداريًا لمديرية الضالع. يبلغ تعداد سكانها 2198 نسمة حسب الإحصاء الذي أجري عام 2004.

## التسمية
- كانت تسمى قديماً بإسم لكمة الدرب

- وحالياً الأسم الرسمي الوبح وموجودة أيضاً في خرائط جوجل بإسم (الوبح)

## اهم المناطق
من أهم المناطق الموجودة في قرية الوبح هيا وادي الجيف وقرية زعرة وقرية الحصن ووادي الخلق ووادي بلاس ووداي الحسلب.

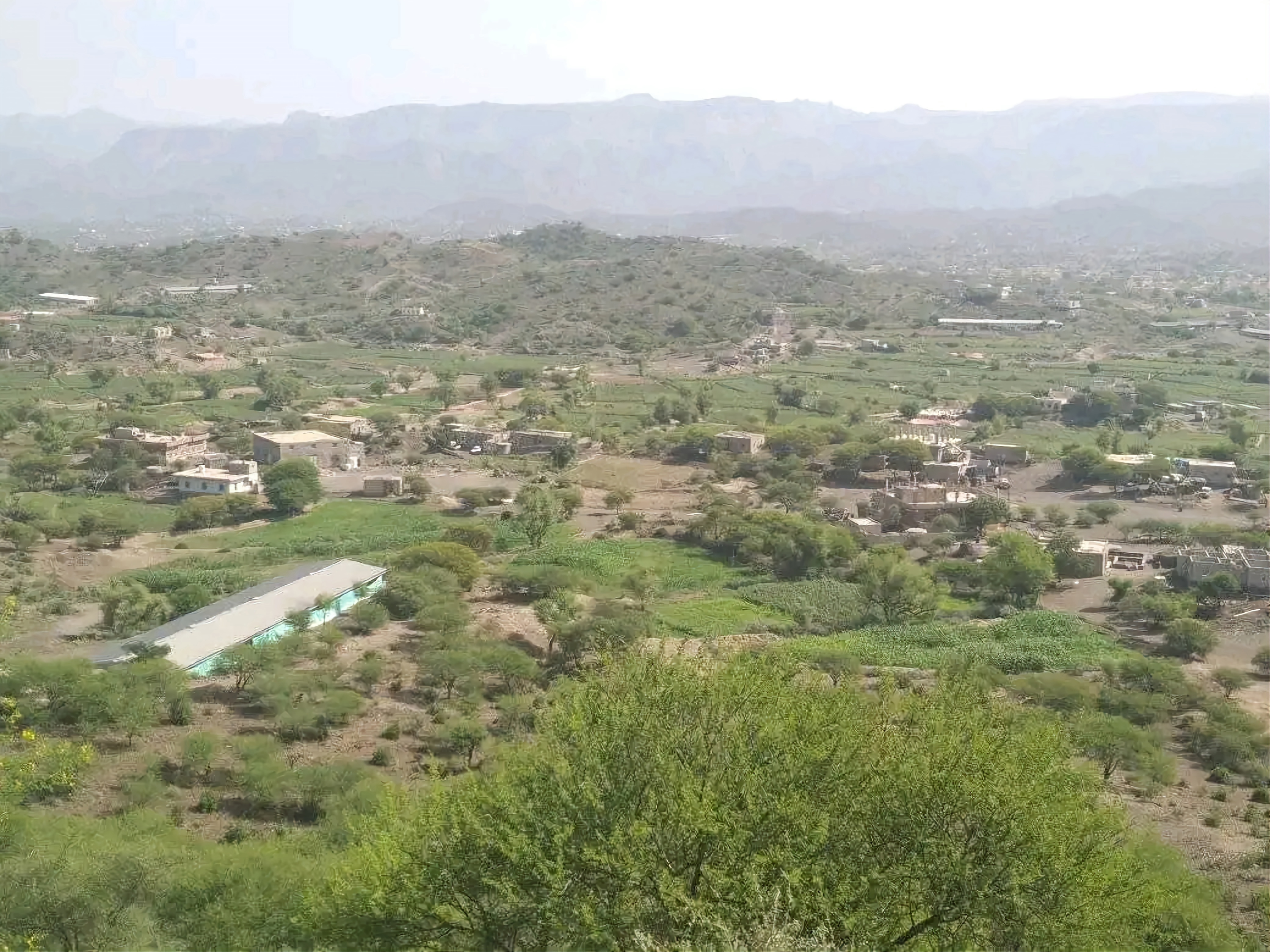
وادي الجيف، الوبح